# The Troublesome Daughters
The Troublesome Daughters è un cortometraggio muto del 1913 diretto da Frederick A. Thomson (come Fred Thomson).

## Produzione
Il film fu prodotto dalla Vitagraph Company of America.

## Distribuzione
Distribuito dalla General Film Company, il film - un cortometraggio in una bobina - uscì nelle sale cinematografiche statunitensi il 29 luglio 1913.